# Bruno Crola
Bruno Crola (San Lodovico, 21 ottobre 1914 – ...) è stato un calciatore italiano, di ruolo terzino.

## Carriera
Militò nell'Arona, nell'Intra e nella SIAI di Sesto Calende; giocò poi in Serie A con Liguria e Fiorentina.

## Palmarès

### Giocatore

#### Competizioni regionali
- Prima Divisione: 1

SIAI Marchetti: 1935-1936

### Allenatore

#### Competizioni regionali
- Prima Divisione: 1

Arona: 1955-1956